# Walkin' on the Sun
Walkin' on the Sun è il primo singolo estratto dal primo album degli Smash Mouth, Fush Yu Mang. Il brano diventa molto popolare e raggiunge in breve tempo la vetta della Billboard's Modern Rock Tracks. La canzone presenta un ironico punto di vista del movimento hippie, esaltando gli ideali di pace ed amore con la conseguente conversione di questi ideali in altri più commerciali.

## Tracce
EP
1. Walkin' on the Sun – 3:28
2. Sorry About Your Penis – 1:26
3. Dear Inez – 2:53
4. Push – 2:52
5. Walkin' on the Sun (Love Attack Mix) – 5:38
6. Walkin' on the Sun (Phant 'N' Phunky Sunstroke Club) – 6:40

Singolo europeo
1. Walkin' on the Sun – 3:25
2. Sorry About Your Penis – 1:23
3. Dear Inez – 2:50
4. Push – 2:49

## Formazione
- Steve Harwell - voce
- Greg Camp - chitarra
- Paul De Lisle - basso
- Kevin Coleman - batteria